# Reunião de avivamento

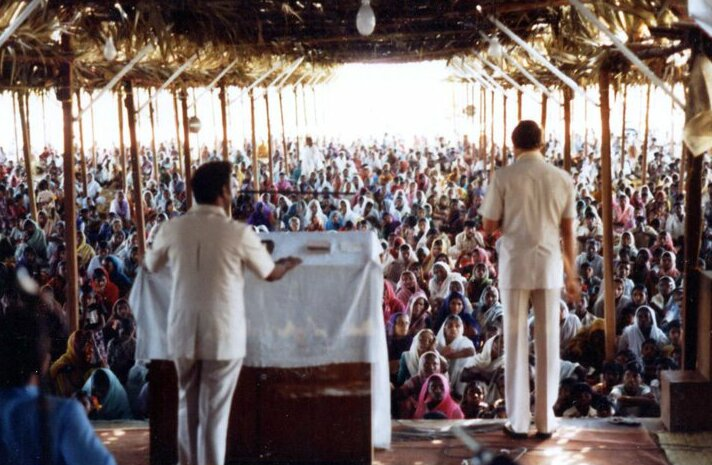
Reunião de avivamento na Índia.

Uma reunião de avivamento (também chamada de cruzada evangelística) é uma série de serviços religiosos cristãos realizados para inspirar os membros ativos de uma igreja a ganhar novos convertidos e conclamar pecadores ao arrependimento. Charles Spurgeon, pregador batista do século XIX, disse: "Muitas bênçãos podem vir para os não convertidos em consequência de um avivamento entre os cristãos, mas o avivamento em si tem a ver apenas com aqueles que já possuem vida espiritual". Estas reuniões são geralmente conduzidas por igrejas ou organizações missionárias, em todo o mundo. Notáveis reuniões históricas de avivamento foram conduzidas nos Estados Unidos pelo evangelista Billy Sunday e no País de Gales pelo evangelista Evan Roberts. Cultos de avivamento ocorrem em igrejas locais, tendas, estádios, ou em locais abertos.